# The Ghost (boek)
The Ghost is een hedendaagse politieke thriller geschreven door de Engelse schrijver en journalist Robert Harris. 
In 2007 nam de Britse premier Tony Blair ontslag. Harris, een voormalig politiek redacteur op Fleet Street, liet zijn werk voor wat het was om The Ghost te schrijven. De geest in de titel verwijst zowel naar het hoofdpersonage, een ghostwriter, als naar diens directe voorganger die tijdens het begin van het boek op mysterieuze wijze om het leven komt.
De dode man was op dat moment bezig geweest met de autobiografie van een recentelijk 'onttroonde' Britse minister genaamd Adam Lang, een nauwelijks verhulde versie van Blair. De fictieve tegenhanger van Cherie Blair wordt afgeschilderd als de sinistere manipulator van haar man.
Het boek werd in 2010 verfilmd door de Poolse regisseur Roman Polański. Polanski en Harris schreven samen het script, en de film werd uitgebracht onder de titel The Ghost Writer.